# Globus d'Or del 2021
La 78a edició dels Globus d'Or va distingir les millors produccions de la televisió nord-americana del 2020, així com les produccions de cinema compreses entre el 2020 i principis del 2021, escollides per l'Associació de la Premsa Estrangera de Hollywood (HFPA). La cerimònia va tenir lloc el 28 de febrer de 2021, gairebé dos mesos més tard que habitualment, a causa de l'impacte de la pandèmia de la COVID-19 al cinema i a la televisió. Produïda per Dick Clark Productions i la HFPA, i emesa en directe a la NBC als Estats Units, fou la primera cerimònia dels Globus d'Or retransmesa des de les dues costes del país, amb Tina Fey presentant des de la sala The Rainbow Room, a Nova York; i Amy Poehler fent-ho des de l'hotel The Beverly Hilton de Beverly Hills, Califòrnia.
Els nominats es van anunciar el 3 de febrer de 2021. Jane Fonda i Norman Lear van ser anunciats com els destinataris del Premi Cecil B. DeMille i el Premi Carol Burnett, respectivament.
Amb quatre victòries, The Crown va guanyar la majoria de premis a la cerimònia, inclòs el Premi a la millor sèrie de televisió dramàtica. Schitt's Creek i The Queen's Gambit van guanyar dos premis cadascun, amb Schitt's Creek obtenent el Pemi a la millor sèrie de televisió: musical o còmica i The Queen's Gambit obtenent el Permi a la millor minisèrie o pel·lícula de televisió. Pel que fal al cinema, Borat Subsequent Moviefilm, Nomadland i Soul van guanyar dos premis cadascun, emportant-se Nomadland el Premi a la millor pel·lícula dramàtica i Borat Subsequent Moviefilm el Premi a la millor pel·lícula musical o comèdia.

## Nominats i guanyadors
| Millor pel·lícula | Millor pel·lícula |
| Drama | Musical o comèdia |
| --- | --- |
| - Nomadland - The Father - Mank - Promising Young Woman - The Trial of the Chicago 7 | - Borat Subsequent Moviefilm - Hamilton - Music - Palm Springs - The Prom |
| Millor actuació – Drama | |
| Actor | Actriu |
| - Chadwick Boseman – Ma Rainey's Black Bottom as Levee Green - Riz Ahmed – Sound of Metal as Ruben Stone - Anthony Hopkins – The Father as Anthony - Gary Oldman – Mank as Herman J. Mankiewicz - Tahar Rahim – The Mauritanian as Mohamedou Ould Salahi                                 | - Andra Day – The United States vs. Billie Holiday as Billie Holiday - Viola Davis – Ma Rainey's Black Bottom as Ma Rainey - Vanessa Kirby – Pieces of a Woman as Martha Weiss - Frances McDormand – Nomadland as Fern - Carey Mulligan – Promising Young Woman as Cassandra "Cassie" Thomas |
| Millor actuació – Musical o comèdia | |
| Actor | Actriu |
| - Sacha Baron Cohen – Borat Subsequent Moviefilm as Borat Sagdiyev - James Corden – The Prom as Barry Glickman - Lin-Manuel Miranda – Hamilton as Alexander Hamilton - Dev Patel – The Personal History of David Copperfield as David Copperfield - Andy Samberg – Palm Springs as Nyles | - Rosamund Pike – I Care a Lot as Marla Grayson - Maria Bakalova – Borat Subsequent Moviefilm as Tutar Sagdiyev - Kate Hudson – Music as Kazu "Zu" Gamble - Michelle Pfeiffer – French Exit as Frances Price - Anya Taylor-Joy – Emma as Emma Woodhouse |
| Millor actuació secundària en una pel·lícula | |
| Actor secundari | Actriu secundària |
| - Daniel Kaluuya – Judas and the Black Messiah as Fred Hampton - Sacha Baron Cohen – The Trial of the Chicago 7 as Abbie Hoffman - Jared Leto – The Little Things as Albert Sparma - Bill Murray – On the Rocks as Felix Keane - Leslie Odom Jr. – One Night in Miami... as Sam Cooke    | - Jodie Foster – The Mauritanian as Nancy Hollander - Glenn Close – Hillbilly Elegy as Bonnie "Mamaw" Vance - Olivia Colman – The Father as Anne - Amanda Seyfried – Mank as Marion Davies - Helena Zengel – News of the World as Johanna Leonberger |
| Altres | |
| Millor director | Millor guió |
| - Chloé Zhao – Nomadland - Emerald Fennell – Promising Young Woman - David Fincher – Mank - Regina King – One Night in Miami... - Aaron Sorkin – The Trial of the Chicago 7 | - Aaron Sorkin – The Trial of the Chicago 7 - Emerald Fennell – Promising Young Woman - Jack Fincher – Mank - Christopher Hampton and Florian Zeller – The Father - Chloé Zhao – Nomadland |
| Millor banda sonora | Millor cançó original |
| - Jon Batiste, Trent Reznor, and Atticus Ross – Soul - Alexandre Desplat – The Midnight Sky - Ludwig Göransson – Tenet - James Newton Howard – News of the World - Trent Reznor and Atticus Ross – Mank                                                                                  | - "Io sì (Seen)" (Niccolò Agliardi, Laura Pausini, and Diane Warren) – The Life Ahead - "Fight for You" (D'Mile, H.E.R., and Tiara Thomas) – Judas and the Black Messiah - "Hear My Voice" (Celeste and Daniel Pemberton) – The Trial of the Chicago 7 - "Speak Now" (Sam Ashworth and Leslie Odom Jr.) – One Night in Miami... - "Tigress & Tweed" (Andra Day and Raphael Saadiq) – The United States vs. Billie Holiday |
| Animada | De parla no anglesa |
| - Soul - The Croods: A New Age - Onward - Over the Moon - Wolfwalkers | - Minari (Estats Units) - Another Round (Dinamarca) - La Llorona (Guatemala) - The Life Ahead (Itàlia) - Two of Us (França) |